# (17611) Jožkakubík
17611 Jozkakubik (1995 UP2) – planetoida z pasa głównego asteroid okrążająca Słońce w ciągu 5,18 lat w średniej odległości 2,99 j.a. Odkryta 24 października 1995 roku.